# 金井多喜男
金井 多喜男（かない たきお、1918年 - 2000年）は、日本の通産官僚。中小企業庁次長や、通商産業省繊維雑貨局長を経て、東亜石油代表取締役社長や、伊藤忠商事取締役副会長などを務めた。

## 人物・経歴
東京生まれ。福岡県立門司中学校（現福岡県立門司高等学校）、東京商科大学（現一橋大学）予科を経て、1941年に同大学学部を繰り上げ卒業。井藤半彌ゼミ出身。同年高等試験行政科合格。1942年商工省入省。1953年通商産業大臣官房調査統計部化学統計課長。同年通商産業大臣官房調査統計部動態統計課長。1954年通商産業省繊維局綿業課長。1956年通商産業省繊維局綿麻業課長。
1957年通商産業省繊維局附審議官。同年通商産業省通商局為替金融課長。1959年通商産業省重工業局産業機械課長。1961年通商産業省重工業局重工業課長。1963年通商産業大臣官房会計課長。1964年通商産業大臣官房審議官。同年通商産業省公益事業局次長。1966年中小企業庁次長。1967年通商産業省繊維雑貨局長。
1968年伊藤忠商事常務取締役。大学の先輩にあたる伊藤忠商事の戸崎誠喜代表取締役社長からの要請を受け、1977年から東亜石油代表取締役社長及び、東亜共石代表取締役社長を務め、兄事していた先輩の小室恒夫元通商産業省通商局長からの激励などを受け、経営再建にあたった。伊藤忠商事取締役副社長、伊藤忠商事取締役副会長、日本荷主協会副会長なども務めた。2000年叙正四位。